# Малая белозубка
Малая белозубка (лат. Crocidura suaveolens) — млекопитающее рода Белозубки. Населяет обширные территории Палеарктики.
Длина тела 5—7 см, хвост составляет около половины длины тела, окраска спины и боков — от пепельно-серой и песчано-палевой до коричневато-сероватой, брюхо серо-беловатое, переход выражен нерезко. Хвост двухцветный, но граница окраски заметна плохо. Обитает в лесах, лесостепях, полупустынях и пустынях, часто встречается в домах сельского типа.